# Проєкт Едем
50°21′43″ пн. ш. 4°44′41″ зх. д. / 50.361944444444° пн. ш. 4.7447222222222° зх. д.
Проєкт Едем (англ. Eden Project) — ботанічний сад у Великій Британії, в графстві Корнуолл. Розташований за 5 кілометрів на північний схід від міста Сен-Остел (St. Austell). Територія ботанічного саду становить близько 50 гектарів. Відкриття відбулося в березні 2001 року.